# Veltmanshuis

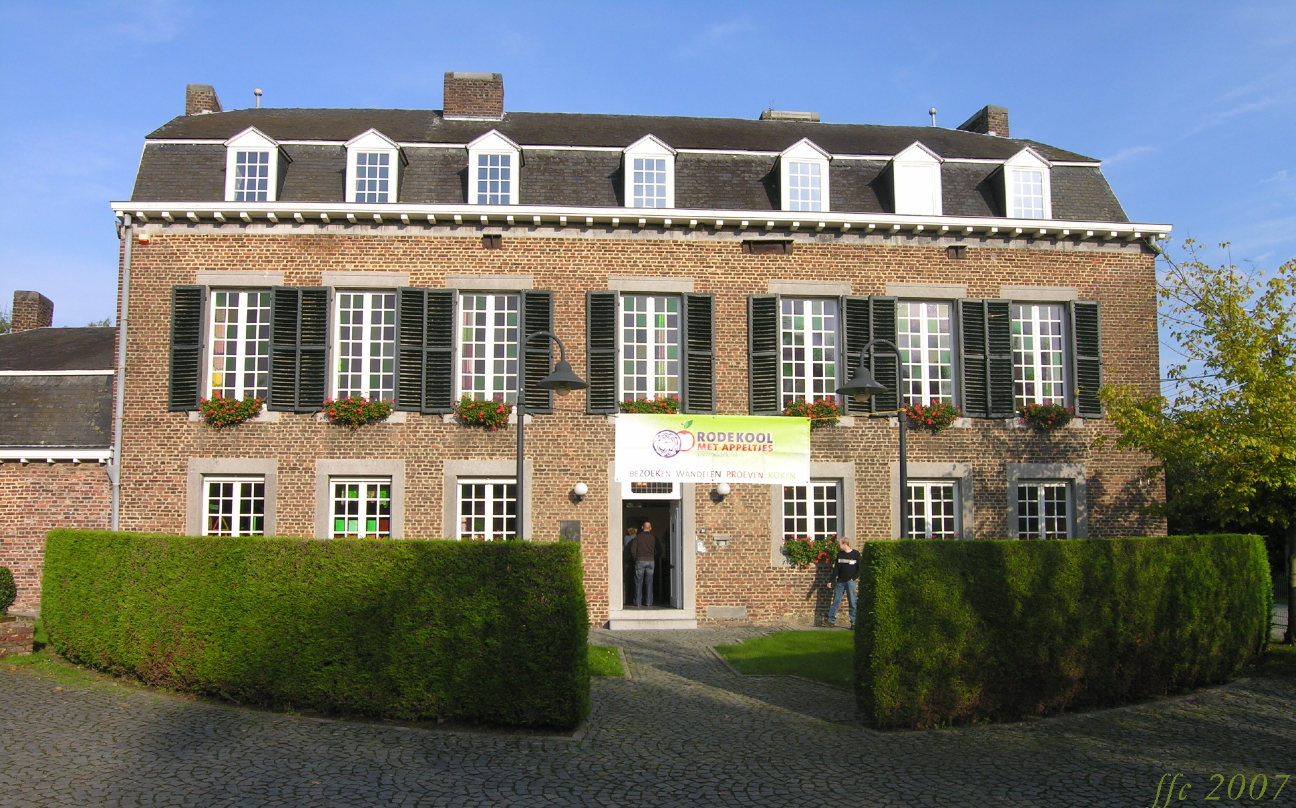
Veltmanshuis

Het Veltmanshuis is een monumentaal pand, gelegen aan Kwinten 3 te Sint-Martens-Voeren.

## Geschiedenis
In dit huis woonden de leden van het kapittel van de Sint-Martinuskerk, totdat het kapittel einde 18e eeuw door de Fransen werd opgeheven. Vervolgens werd het huis gebruikt als pastorie.
In 1944 werd het huis door brand verwoest en in 1950 herbouwd, maar met een geheel vernieuwd interieur. In 1967 werd het een dekenij om in 1971 door de Belgische Staat te worden aangekocht, waarna het als cultureel centrum dienst ging doen.
Het huis werd vernoemd naar Hendrik Veltmans, een Vlaamsgezind pastoor uit de streek.

## Gebouw
Het huidige gebouw stamt van omstreeks 1800, maar de kern is vermoedelijk uit de 17e of de eerste helft van de 18e eeuw. Op een voetschraper werd een chronogram van 1743 aangetroffen, dat naast de deur werd ingemetseld.
Het is een dubbelhuis onder mansardedak van zeven traveeën.